# Andreas Köstenberger
Andreas J. Köstenberger (2 de novembro de 1957, Viena, Áustria) é um autor premiado, investigador sénior e professor de teologia e Novo Testamento no Southeastern Baptist Theological Seminary em Wake Forest na Carolina do Norte. Os seus principais campos de investigação são o Evangelho segundo João, teologia bíblica e hermenêutica.
Köstenberger doutorou-se na Universidade de Economia de Viena, tendo emigrado para os Estados Unidos com a intenção de prosseguir estudos teológicos na Columbia International University. Em 1990, iniciou o programa de doutoramento na Trinity Evangelical Divinity School, completado em 1993 com a dissertação sobre o Evangelho segundo João. Entre as várias instituições onde foi professor estão o Briercrest Bible College e o Southeastern Baptist Theological Seminary, onde é investigador sénior e diretor do programa de doutoramento. Foi o editor do Journal of the Evangelical Theological Society e fundador da organização Biblical Foundations.